# عين أفين
أفين (بالصومالية: Isha Ufayn)‏ عين ماء، تقع في بلدة أفين بمحافظة بري شمال شرق الصومال على بعد 1100 كيلومتر شمال شرق العاصمة الصومالية مقديشو، تقع مدينة أفين على ارتفاع 970 مترًا فوق مستوى سطح البحر.
معظم الأراضي المحيطة ببلدة أفين جبلية، ويعيش في المنطقة عدد قليل من السكان يقدر بحوالي 4 أشخاص لكل كيلومتر مربع. والمناطق المحيطة مغطاة بالغابات.
تتميز منطقة أفين بمناخ حار، حيث يصل متوسط درجة الحرارة إلى 26 درجة مئوية، ويعتبر شهر مايو الشهر الأكثر سخونة حيث تصل درجة الحرارة في فترة النهار إلى 28 درجة مئوية، ويعتبر شهر يناير الشهر الأكثر برودة حيث تصل درجة الحرارة إلى 23 درجة مئوية. ويسقط متوسط 302 ملم من الأمطار سنويا، حيث أن الشهر الأكثر رطوبة هو شهر سبتمبر، بمتوسط 68 ملم من الأمطار، والشهر الأكثر جفافًا هو يوليو، بمتوسط 1 ملم.
| مخطط المناخ بلدة أٌفين | مخطط المناخ بلدة أٌفين | مخطط المناخ بلدة أٌفين | مخطط المناخ بلدة أٌفين | مخطط المناخ بلدة أٌفين | مخطط المناخ بلدة أٌفين | مخطط المناخ بلدة أٌفين | مخطط المناخ بلدة أٌفين | مخطط المناخ بلدة أٌفين | مخطط المناخ بلدة أٌفين | مخطط المناخ بلدة أٌفين | مخطط المناخ بلدة أٌفين |
| --- | --------------------- | --------------------- | --------------------- | --------------------- | --------------------- | --------------------- | --------------------- | --------------------- | --------------------- | --------------------- | --------------------- |
| 01 | 02                    | 03                    | 04                    | 05                    | 06                    | 07                    | 08                    | 09                    | 10                    | 11                    | 12                    |
| 5 29 17 | 10 32 19              | 5 35 21               | 18 36 21              | 59 35 22              | 63 29 20              | 1 29 21               | 49 32 22              | 68 34 22              | 18 35 20              | 6 32 18               | 1 31 18               |
| متوسط درجة-الحرارة °س مجاميع الهطل مم |                       |                       |                       |                       |                       |                       |                       |                       |                       |                       |                       |
| بالوحدات الإنكليزية \| 01 \| 02 \| 03 \| 04 \| 05 \| 06 \| 07 \| 08 \| 09 \| 10 \| 11 \| 12 \| \| 0.2 84 63 \| 0.4 90 66 \| 0.2 95 70 \| 0.7 97 70 \| 2.3 95 72 \| 2.5 84 68 \| 0 84 70 \| 1.9 90 72 \| 2.7 93 72 \| 0.7 95 68 \| 0.2 90 64 \| 0 88 64 \| \| متوسط درجة-الحرارة °ف مجاميع الهطول ″ \| \| \| \| \| \| \| \| \| \| \| \| |                       |                       |                       |                       |                       |                       |                       |                       |                       |                       |                       |
| 01 | 02                    | 03                    | 04                    | 05                    | 06                    | 07                    | 08                    | 09                    | 10                    | 11                    | 12                    |
| 0.2 84 63 | 0.4 90 66             | 0.2 95 70             | 0.7 97 70             | 2.3 95 72             | 2.5 84 68             | 0 84 70               | 1.9 90 72             | 2.7 93 72             | 0.7 95 68             | 0.2 90 64             | 0 88 64               |
| متوسط درجة-الحرارة °ف مجاميع الهطول ″ |                       |                       |                       |                       |                       |                       |                       |                       |                       |                       |                       |

| 01                                    | 02        | 03        | 04        | 05        | 06        | 07      | 08        | 09        | 10        | 11        | 12      |
| 0.2 84 63                             | 0.4 90 66 | 0.2 95 70 | 0.7 97 70 | 2.3 95 72 | 2.5 84 68 | 0 84 70 | 1.9 90 72 | 2.7 93 72 | 0.7 95 68 | 0.2 90 64 | 0 88 64 |
| متوسط درجة-الحرارة °ف مجاميع الهطول ″ |           |           |           |           |           |         |           |           |           |           |         |